# Cotacachi (kanton)
Cotacachi – kanton w Ekwadorze, w prowincji Imbabura. Stolicą kantonu jest Cotacachi.